# Roca mare

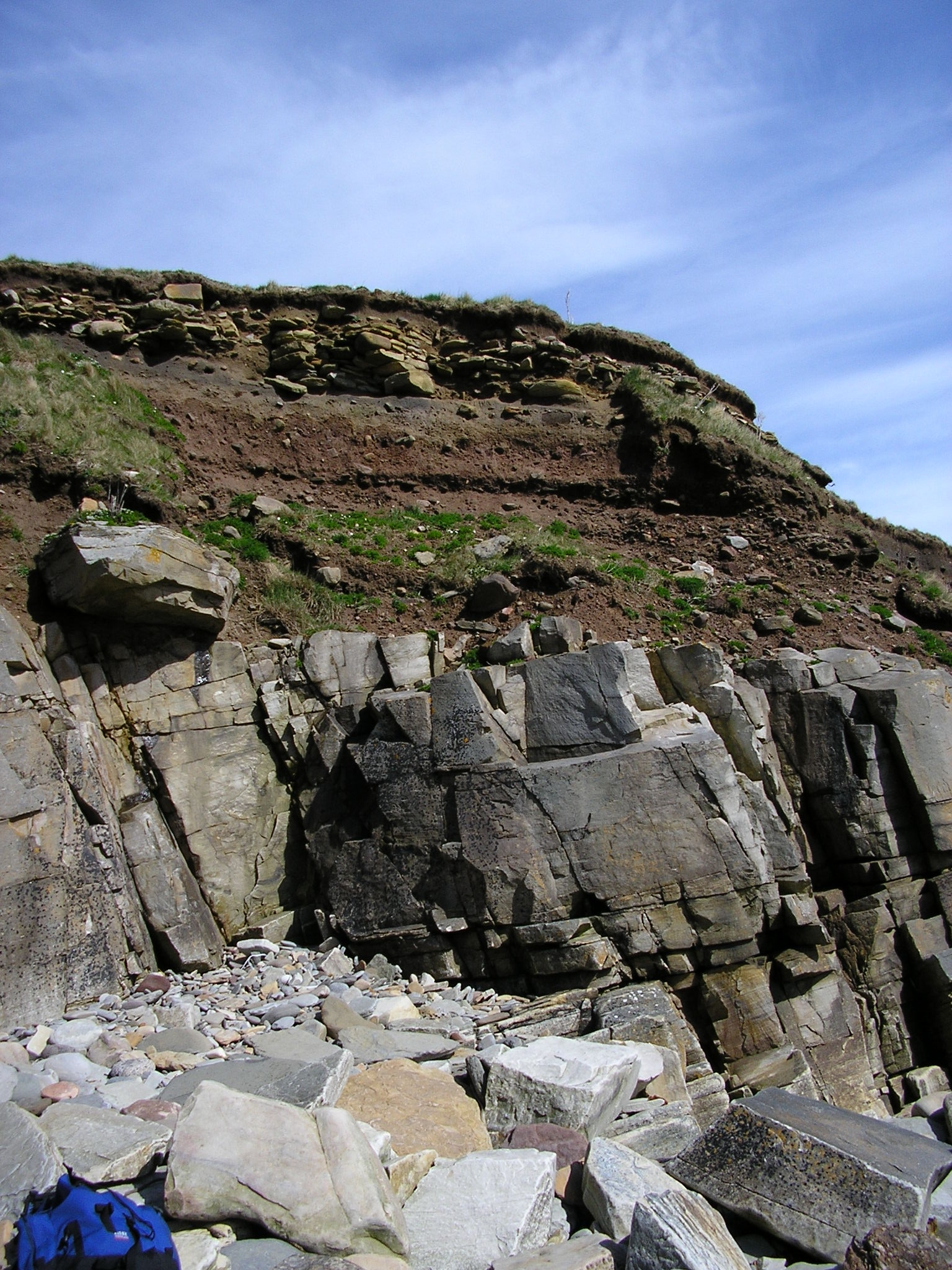
Sòl amb fragments de roques cobrint la roca mare, Sandside Bay, Caithness

En edafologia es denomina roca mare, base rocosa, substrat rocós o horitzó D, la roca consolidada sota les zones recobertes per materials alterats o disgregats, sòls o regolita, de la superfície d'un planeta tel·lúric, en general de la Terra. És l'horitzó basal de l'estructura d'un sòl. Quan la roca mare experimenta la meteorització del subsòl, es forma un saprolita en el seu límit superior: una zona entre la roca inalterada i el sòl de roques fragmentades i meteoritzades no consolidades.
La base rocosa d'un sòl es coneix també com a roca matriu i la identificació d'aquesta, amb excavacions, perforacions o per mètodes geofísics, és una tasca important en la majoria dels projectes d'enginyeria civil.

## Edafogènesi
L'edafogènesi és el procés de formació de sòl a partir del material compacte de la roca mare per meteorització mecànica, química, acció biològica i mescla de components.
Aquest material base tindrà molta influència en el resultat final del sòl, especialment pel que fa al pH, la permeabilitat i altres característiques químiques.
Els dipòsits superficials poden ser extremadament gruixuts, de tal manera que la roca mare es pot trobar a centenars de metres sota la superfície.
Els mapes geològics, en general, presenten la distribució dels diferents tipus de roca d'una àrea sense els recobriments superficials de poc espessor, és a dir, les roques que es veurien exposades si els sòls i altres dipòsits de poca entitat fossin eliminats. Per cartografiar els sòls es realitzen mapes específics, els mapes edafològics o de sòls.

## Clima i meteorització
El clima és generalment considerat el factor més important influent en els processos físics, químics i biològics de meteorització.
La meteorització física és especialment important durant les primeres etapes del desenvolupament dels sòls. La roca pot ser desintegrada per canvis de temperatura, que causen la seva expansió i contracció diferencial. Els canvis de temperatura poden, a més a més, congelar l'aigua. Les forces produïdes per la congelació de l'aigua pot arribar als 2,1 × 10 maig kPa, i poden trencar roques, exercir pressió i pujar i barrejar el material del sòl.
La meteorització química té com a principal agent l'aigua de pluja percolant, que ve carregada amb diòxid de carboni de l'atmosfera. La roca mare s'hidrolitza amb la solució àcida per produir minerals i alliberar cations.